# Acta de una reunión

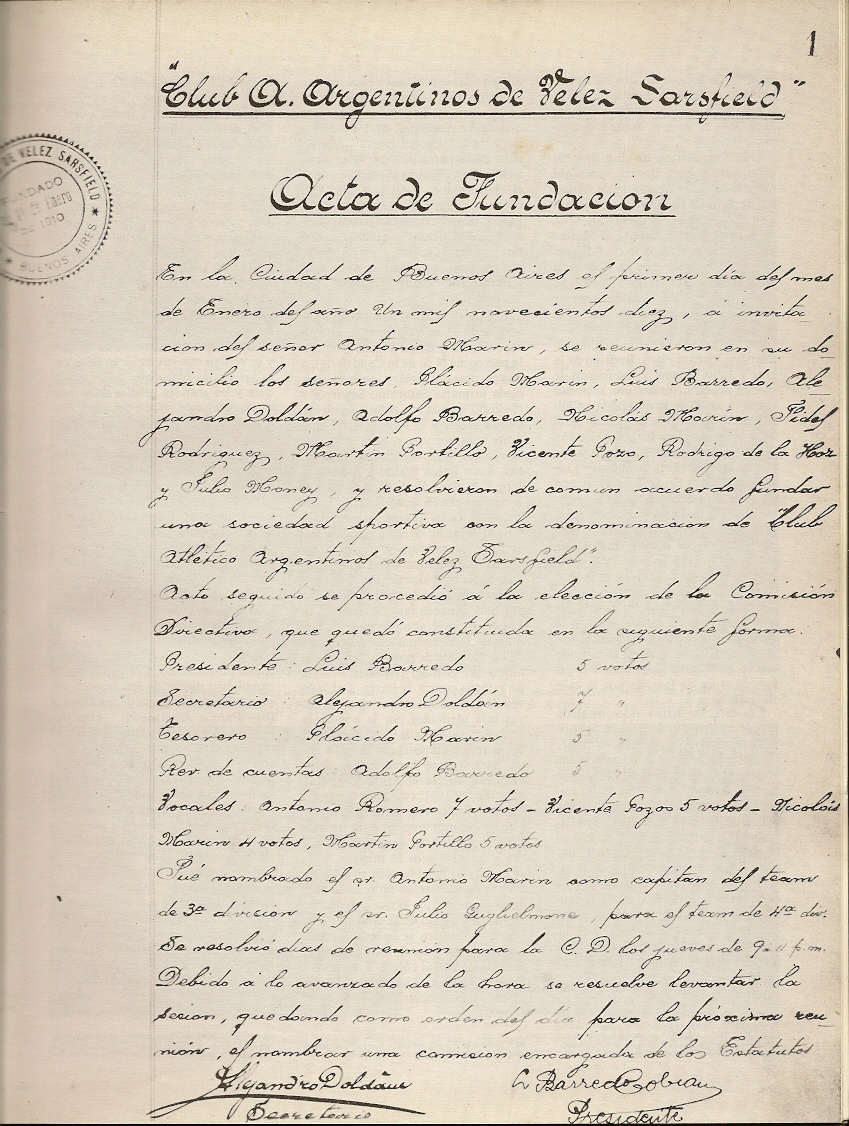
Acta fundacional del Club Atlético Vélez Sarsfield en el año 1910.

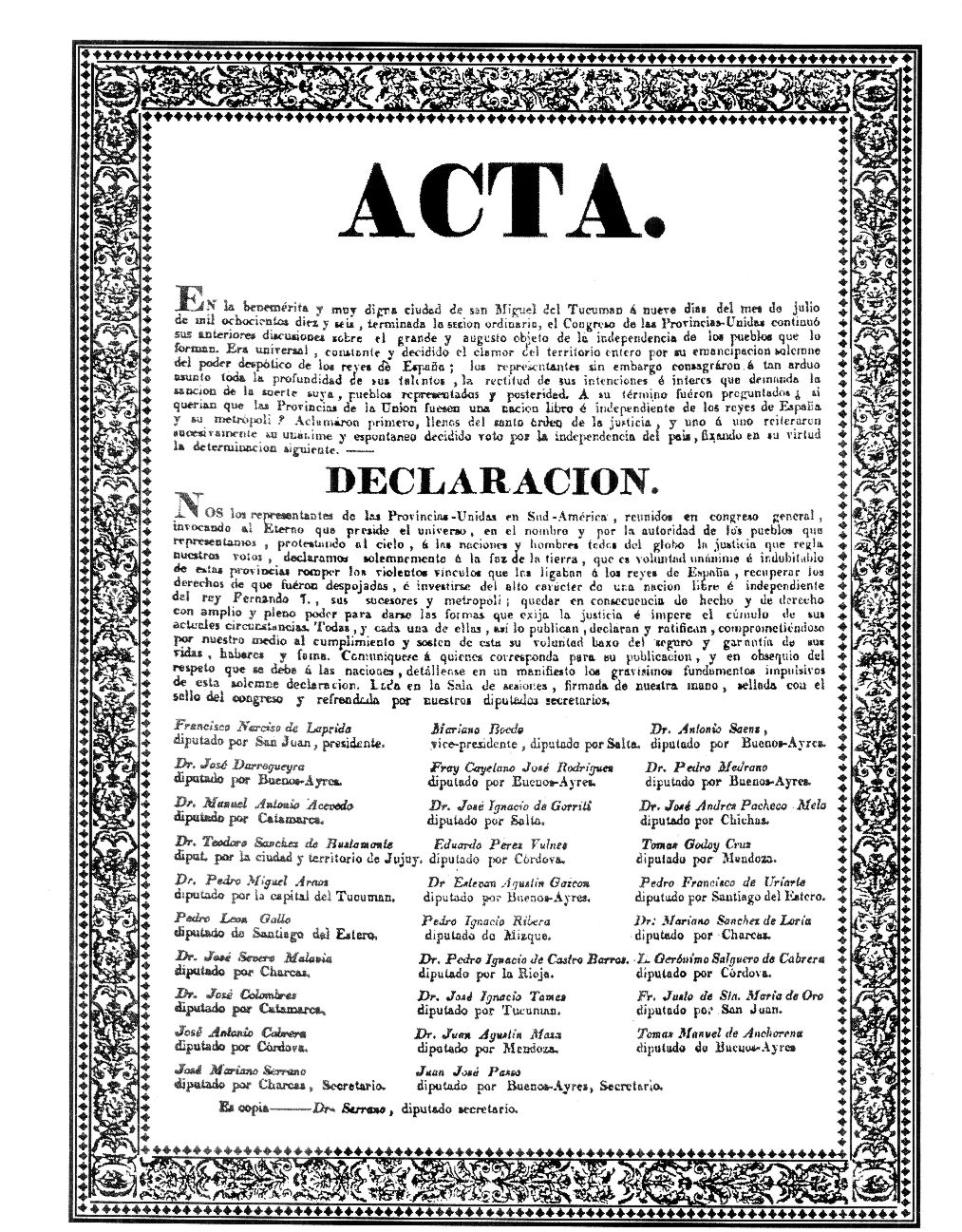
Acta de independencia de las provincias unidas en Sudamérica (actual Argentina)

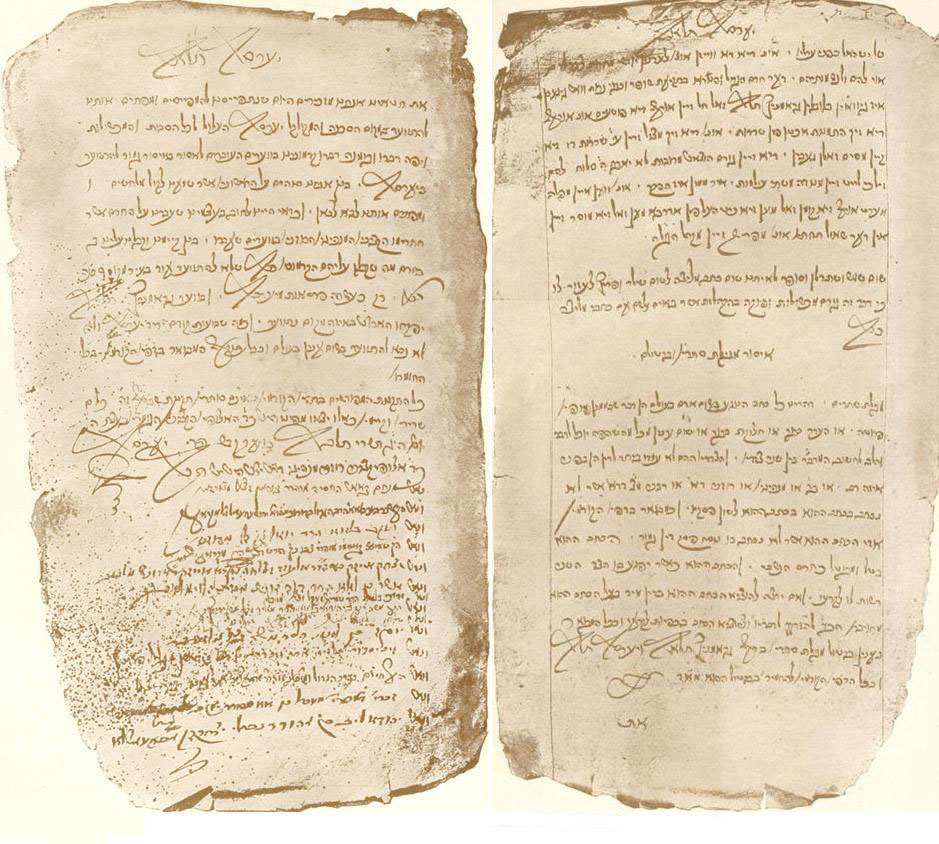
Página del libro de actas del Council of Four Lands (Lublin, Polonia), del

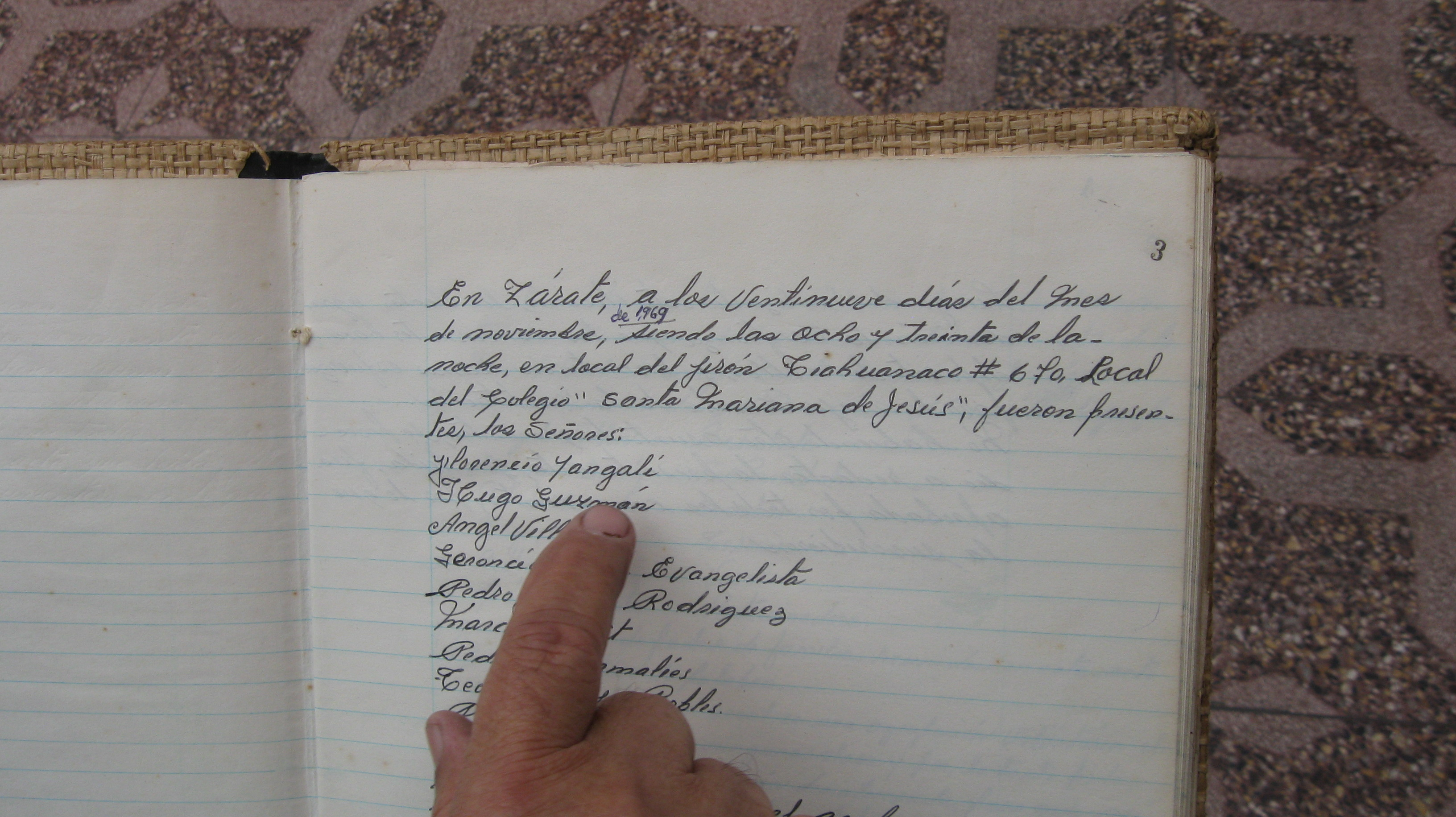
Acta de fundación de un grupo scout

El acta de una reunión es el documento escrito que registra los temas tratados y los acuerdos adoptados en una determinada reunión, con la finalidad de certificar lo acontecido y dar validez a lo acordado. El tipo de organismos que celebra estas reuniones de las que se levantará acta puede ser muy diverso, desde una asamblea parlamentaria, una institución pública o privada, una asociación o una comunidad de vecinos. Todas estas reuniones han debido ser debidamente convocadas, por escrito y con la antelación adecuada, mediante un documento, dirigido a todos los posibles asistentes, en el que figurará el orden del día de la reunión.
Aunque pueden ser documentos independientes, las actas casi siempre están recogidas en un libro de actas, debidamente diligenciado y cuyas páginas están numeradas.
Hay ciertas reuniones u otras cosas cuyas actas tienen un formato diferente y específico como las actas que registran las aportaciones realizadas por los ponentes y comunicantes en una reunión científica, o los documentos que certifican ciertos datos de interés que son oficializados en dicha reunión, como las actas de evaluación, que van firmadas por todos los participantes. 
El acta da una visión general de la estructura de la reunión, a partir de una lista de los asistentes, una  relación de las diversas cuestiones planteadas por las personas convocantes de la reunión (presidente, director) o por los participantes, y cada una de sus correspondientes respuestas. Los elementos que figuran en las actas son sobre todo las decisiones y acuerdos adoptados, como nombramientos, ceses, aprobación de estados contables, presupuestos o proyectos, modificación de estatutos, planes de actuación, etc.

## Elaboración del acta
Durante o después de la reunión, el secretario va tomando nota de los aspectos más importantes para elaborar el acta y, generalmente, la redacta al final de la reunión, o poco tiempo después. A veces se registran los detalles mediante una grabadora, o un experto en taquigrafía.
Por lo general, las actas no deben ser demasiado extensas para lo cual deben concentrarse en las cuestiones importantes (acuerdos) y casi nunca son actas literales que recogen todo lo comentado. Esto sí ocurre en algunos casos como las actas correspondientes a los debates de las asambleas parlamentarias que reciben el nombre de diario de sesiones.
Las actas de la mayoría de entidades, tales como ayuntamientos o instituciones públicas, deben ser conservadas y son documentos jurídicos importantes. Muchas de ellas registran acuerdos de gran trascendencia histórica y son conservadas durante siglos como documentos de excepcional valor (actas de independencia de países o territorios, actas fundacionales, etc.)

## Actas de reuniones de organismos públicos
La mayoría de las reuniones de organismos públicos o gubernamentales siguen reglas prescritas. A menudo las palabras de los asistentes son registradas al pie de la letra, o sólo se registra un resumen de las mismas, pero se incluyen los comentarios de todos los oradores. Esto generalmente se requiere en reuniones de instituciones que deben legislar o administrar un tema en particular (parlamentos, ayuntamientos), a diferencia de otros tipos de reuniones públicas (escuelas, empresas públicas), en las que no es estrictamente necesario levantar actas taquigráficas de todas las observaciones formuladas.

## Actas de reuniones de instituciones privadas
Las reuniones de organismos privados (clubes deportivos, empresas, asociaciones, comunidades de vecinos) también cuentan con un registro en forma de acta, en la que se detallan los acuerdos adoptados. En el caso de las grandes empresas, se suele levantar acta de las asambleas generales, de las reuniones del consejo de administración y de las reuniones de los comités de dirección, si los hay.

## Formato del acta
Aunque los modelos de acta pueden ser diversos, en general, las actas comienzan con el nombre de la entidad que celebra la reunión, especificando el lugar, la fecha, la lista de personas presentes, y la hora a la que el presidente abrió la sesión, como en el siguiente ejemplo. 
"En la ciudad de Madrid, siendo las 12:00 horas del día 12 de diciembre de 2009, se reúne en sesión ordinaria el Claustro de profesores del Instituto de Educación Secundaria "Reino de España", en la Biblioteca del centro, presidido por la directora y con la asistencia de los profesores indicados al margen, para tratar los asuntos incluidos en el siguiente
ORDEN del DÍA
1. Lectura y aprobación, si procede, del acta de la sesión anterior.
2. Informe de la Directora.
3. Debate y, en su caso, aprobación del...
El acta luego recoge lo que realmente se dijo y acordó en la reunión, normalmente en el orden en que sucedió o en un orden más coherente, con independencia de que la reunión haya seguido (o ignorado) el orden del día previsto. Un formato menos frecuente puede registrar los acontecimientos en el orden en que aparecen en el orden del día, independientemente de la cronología real.
Dado que la función primaria de las actas es registrar las decisiones tomadas, todas las decisiones oficiales deben ser incluidas. Si se manifiesta formalmente una propuesta o sugerencia moción, tanto si prospera como si es rechazada, debe estar recogida. El recuento de votos también puede figurar. Se suele indicar a la persona proponente (La Sra. Jiménez propone ...) pero no es necesario incluir el nombre de las personas que han secundado o rechazado su propuesta, siendo suficiente indicar el número de personas que votaron a favor, en contra o se abstuvieron, aunque se puede aceptar las peticiones de los participantes para que figure su nombre y el sentido de su voto. Si se debe tomar una decisión por votación nominal, entonces todos los votos individuales se registran junto a su nombre. Si ésta se efectúa por consentimiento general, sin una votación formal, este hecho puede ser registrado. Los recuentos podrán omitirse en muchos casos (por ejemplo, en un acta se puede leer "Después de votar, el Comité acordó ..."), o bien aparecer indicaciones genéricas ("la propuesta se aprobó por unanimidad"; "por mayoría simple de los presentes se decidió...").
A veces ciertos aspectos que ocupan una fracción importante de la reunión son registrados de modo muy resumido, por ejemplo, "los informes financieros fueron presentados y aprobados", o "se discutió la cuestión jurídica sin llegar a ningún acuerdo". 
Las actas suelen terminar con una nota sobre la hora a la que se levantó la sesión.

## Aprobación del acta
Una vez elaborada el acta, se remite una copia a las personas con derecho de asistencia, quienes podrán mostrar su inconformidad con la misma. Al final de la propia reunión celebrada, o al principio de la siguiente, se procede a dar lectura al acta que sirve como revisión de la misma y se decide sobre su aprobación definitiva. El acta debe llevar al menos la firma del secretario y de la persona que convocó la reunión, a veces, las de todos los asistentes.
Si los miembros del comité o grupo están de acuerdo en que las actas escritas reflejan lo que pasó en la reunión anterior, se decide su aprobación, y el hecho de su aprobación se registra en el acta de la reunión en que tiene lugar, si el 50 + 1 % de los involucrados en la Asamblea aprueba el acta, esta se da por aprobada, Si hay errores u omisiones importantes, a continuación, el acta siguiente deberé incluir los reparos o aclaraciones del acta anterior, la que jamás será rehecha, ya que las Actas son la copia fiel de lo tratado en la asamblea o reunión anterior, por lo que NO SE NECESITA LEGALMENTE SU APROBACIÓN O RECHAZO, sino más bien que la siguiente incluya mociones, posibles olvidos, o intervención de alguno de los miembros de dicha mesa. Sin embargo los cambios de menor importancia se pueden hacer inmediatamente, y el acta modificada puede ser aprobada "en su versión modificada" o, por ejemplo "con la adición del nombre Amanda Díaz a la lista de asistentes".